# Pachymatisma areolata
Pachymatisma areolata är en svampdjursart som beskrevs av James Scott Bowerbank 1872. Pachymatisma areolata ingår i släktet Pachymatisma och familjen Geodiidae. Inga underarter finns listade i Catalogue of Life.